# Crocidura pachyura
La crocidura mediterranea (Crocidura pachyura (Küster, 1835)), nota anche come toporagno mediterraneo, è un piccolo mammifero soricide endemico del bacino del Mediterraneo occidentale.

## Descrizione

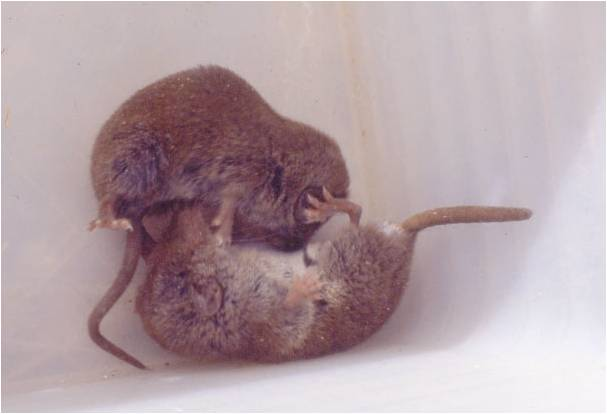

La crocidura mediterranea ha una lunghezza di 60-78 mm ed un peso da adulto di 6-14 gr. Le popolazioni della Sardegna e di Pantelleria sono relativamente più grandi di quelle maghrebine. Le femmine delle popolazioni di Pantelleria sono più grandi dei maschi (dimorfismo sessuale) mentre nelle popolazioni di alcune isole tunisine avviene il contrario.

Il profilo laterale del cranio è piatto. I caratteri del cranio e della dentatura sono molto simili a quelli di C. russula con cui è strettamente imparentata.
La pelliccia è di colore grigio-rossastro o marrone scuro con tonalità rossastre sul dorso mentre le parti ventrali sono di colore grigio-scuro;  il manto dorsale degrada in quello ventrale senza una netta separazione. Muso, orecchie, coda e zampe sono glabre e di colore dal nero al bruno molto scuro. Le unghie invece sono bianche.

## Biologia
È una specie sinantropica, si ritrova cioè spesso in prossimità delle abitazioni rurali e nei giardini.
È attiva prevalentemente di notte, si costruisce nidi di erba secca e foglie.

### Alimentazione
Si nutre prevalentemente di artropodi, con una predilezione per i ragni, i grilli, le larve dei coleotteri,  delle formiche e delle termiti. Talora ha abitudini necrofaghe, cibandosi di carogne di piccoli roditori e rettili.

### Riproduzione
La riproduzione avviene da febbraio a settembre. La femmina partorisce da 2 a 5 piccoli per volta.

### Predatori
Resti di crocidure sono stati trovati in abbondanza nelle borre di barbagianni che è uno dei suoi principali predatori, tanto a Pantelleria, quanto in Sardegna. Ad Ibiza, oltre che dal barbagianni, viene predata anche dalla genetta.

## Distribuzione e habitat

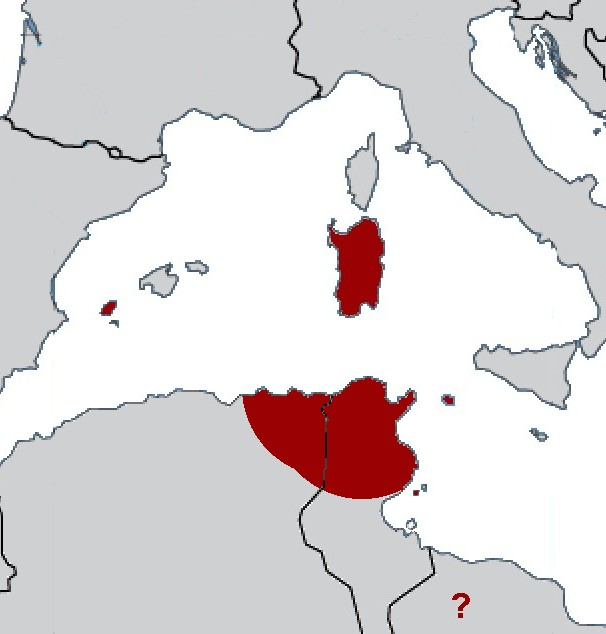
Areale di C. pachyura

È una specie di origine africana, endemica dell'area mediterranea occidentale. 
È diffusa in Nordafrica, dove il suo areale è poco definito, ma comprende sicuramente la Tunisia e l'Algeria orientale, estendendosi forse fino alla Libia occidentale; la località più a sud in cui è stata documentata la sua presenza è l'isolotto tunisino di Kneiss, nel Golfo di Gabès. È presente inoltre in Sardegna e sulle isole di Ibiza e Pantelleria.
Vive in ambienti di prateria, gariga  e macchia mediterranea, nonché in aree coltivate e nei pressi di abitazioni rurali, dal livello del mare fino a 800-1000 m d'altezza.

## Tassonomia
Le ricerche genetiche hanno consentito di distinguere questa specie dalla congenere C. russula, con la quale ha molte caratteristiche comuni e con cui risulta strettamente imparentata dal punto di vista filogenetico.

La formula cromosomica di Crocidura pachyura è 2N = 42, NF = 70-72. Il cariotipo ha quindi 42 cromosomi, come in C. russula, ma le due specie mostrano differenze evolutive nella struttura dei cromosomi, che hanno causato l'insorgenza di una barriera riproduttiva consentendo, per speciazione, la loro differenziazione. Studi basati sul sequenziamento del DNA mitocondriale hanno consentito di datare la separazione tra le due specie a 2,2 milioni di anni fa.

La dispersione geografica dell'areale e la presenza di numerose popolazioni insulari ha portato, nei secoli passati, a differenti descrizioni della stessa specie con nomi diversi: Crocidura ichnusae Festa, 1912, Crocidura sicula sarda Cavazza, 1912, Crocidura suaveolens sarda Cavazza, 1912, Crocidura russula ibicensis Vericad & Balcells, 1965, Crocidura cossyrensis Contoli, 1989. Oggi sappiamo, in base alle analisi genetiche condotte, che tutte queste entità tassonomiche possono essere ricondotte ad un'unica specie, C. pachyura.

## Conservazione
Nel suo areale, per quanto ristretto, la specie è comune.
La IUCN red list considera la specie a rischio minimo di estinzione (Least Concern).